# (10609) Hirai
(10609) Hirai (1996 WC3) – planetoida z pasa głównego asteroid okrążająca Słońce w ciągu 4,43 lat w średniej odległości 2,7 j.a. Odkryta 28 listopada 1996 roku.